# Orsa samrealskola
Orsa samrealskola var en realskola i Orsa verksam från 1918 till 1971.

## Historia
Skolan inrättades 1913 som en högra folkskola, vilken 1 januari 1918 ombildades till en kommunal mellanskola.
Denna ombildades från 1945 successivt till Orsa samrealskola.
Realexamen gavs från 1919 till omkring 1971.